# The Ghost Comes Home
Pour plus de détails, voir Fiche technique et Distribution.
The Ghost Comes Home est un film américain réalisé par Wilhelm Thiele, sorti en 1940.

## Fiche technique
- Titre : The Ghost Comes Home
- Réalisation : Wilhelm Thiele
- Scénario : Richard Maibaum et Harry Ruskin d'après la pièce de Georg Kaiser
- Direction artistique : Cedric Gibbons
- Photographie : Leonard Smith
- Montage : William H. Terhune
- Musique : David Snell
- Société de production : Metro-Goldwyn-Mayer
- Pays d'origine : États-Unis
- Format : Noir et blanc - 1,37:1 - Mono
- Genre : comédie
- Date de sortie : 1940

## Distribution
- Frank Morgan : Vern Adams
- Billie Burke : Cora Adams
- Ann Rutherford : Billie Adams
- John Shelton : Lanny Shea
- Reginald Owen : Hemingway
- Donald Meek : Mortimer Hopkins, Sr.
- Nat Pendleton : Roscoe
- Frank Albertson : Ernest
- Harold Huber : Tony
- Hobart Cavanaugh : Ambrose Bundy
- Richard Carle : John Reed Thomas
- Parmi les acteurs non crédités :
- Charles Halton : Mr Stark
- Claude King : Chester B. Morlick
- Horace McMahon : Dave
- Mahlon Hamilton
- Edward Hearn
- King Baggot
- Maurice Costello